# Ardimulyo
Ardimulyo is een bestuurslaag in het regentschap Malang van de provincie Oost-Java, Indonesië. Ardimulyo telt 10.244 inwoners (volkstelling 2010).